# Aranha chilena
Seu nome cientifico é  Grammostola spathulata mas é popularmente chamada de tarântula rosa chilena. Esta aranha possui muitos pêlos de cor vermelha, e por isso, é também chamada de rose Hair. Este animal é também recomendado para criadores iniciantes isso, por justamente ter um comportamento pouco agressivo. É uma das aranhas mais vistas em cativeiro em todo o mundo e também, muito comercializada. A rose hair ou tarântula rosa chilena, consegue se reproduzir em lugares extremamente pequenos, e é um animal bastante resistente.
Como o seu nome ja diz, é originária do Chile. Esta aranha tem um comportamento pouco agressivo e por tanto, raramente e dificilmente libera seus pêlos alérgicos e irritantes.
A sua longevidade é de até 15 anos. Tipicamente calma e por isso, de fácil manuseio, pois não tem o costume de picar como a grande maioria das especies de aracnídeo.
Sua alimentação varia de baratas, gafanhotos, grilos e chegando até mesmo se alimentar de neonatos de camundongo.